# Tjeckien i olympiska sommarspelen 2000
Tjeckien deltog i de olympiska sommarspelen 2000 med en trupp bestående av 119 deltagare, 86 män och 33 kvinnor, och de tog totalt åtta medaljer.

## Medaljer

### Guld
- Jan Železný - Friidrott, spjutkastning
- Štěpánka Hilgertová - Kanotsport, K-1 slalom

### Silver
- Rudolf Kraj - Boxning, lätt tungvikt
- Roman Šebrle - Friidrott, tiokamp
- Petr Málek - Skytte, skeet

### Brons
- Marek Jiras och Tomáš Máder - Kanotsport, C-2 slalom
- Martin Tenk - Skytte, 50 m pistol
- Jan Řehula - Triathlon

## Boxning
Lätt weltervikt
- Lukáš Konečný
  - Omgång 1 - Förlorade mot Mohamed Allalou från Algeriet (gick inte vidare)

Lätt tungvikt
- Rudolf Kraj
  - Omgång 1 - Bye
  - Omgång 2 - Besegrade Olanda Anderson från USA
  - Kvartsfinal - Besegrade Jegbefumere Albert från Nigeria
  - Semifinal - Besegrade Andri Fedtchouk från Ukraina
  - Final - Förlorade mot Alexander Lebziak från Ryssland - Silver

## Cykling

### Mountainbike
Herrarnas terränglopp
- Radim Kořínek
  - Final - 2:21:08.59 (29:e plats)

### Landsväg
Herrarnas tempolopp
- Tomáš Konečný
  - Final - 1:01:36 (28:e plats)

Herrarnas linjelopp
- Pavel Padrnos
  - Final - 5:30:46 (70:e plats)
- Tomáš Konečný
  - Final - 5:34:58 (74:e plats)
- Radim Kořínek
  - Final - DNF
- Ján Svorada
  - Final - DNF

### Bana
Herrarnas sprint
- Pavel Buráň
  - Kval — 10.370
  - Första omgången — Besegrade Tomohiro Nagatsuka från Japan
  - Åttondelsfinal — Förlorade mot José Vilanueva från Spanien
  - Åttondelsfinal återkval — 2 plats - Heat 1
  - Klassificering 9-12 — 9:e plats

Herrarnas tempolopp
- Martin Polák
  - Final — 01:05.851 (13:e plats)

Herrarnas keirin
- Pavel Buráň
  - Första omgången — Heat - 2; plats - 1
  - Andra omgången — Heat - 2; plats - 5 (gick inte vidare)

Herrarnas lagsprint
- Pavel Buráň, Martin Polák, Ivan Vrba
  - Kval — 46.276 (gick inte vidare)

Herrarnas förföljelse
- Lada Kozlíková
  - Kval — 03:43.019 (did not advance)

## Fotboll
Herrar
| Nr          | Namn              | Födelsedatum      | Klubb               |
| Målvakter   | Målvakter         | Målvakter         | Målvakter           |
| ----------- | ----------------- | ----------------- | ------------------- |
| 1           | Aleš Chvalovský   | 29 maj 1979       | VfB Stuttgart       |
| 18          | Jaroslav Drobný   | 18 oktober 1979   | SK České Budějovice |
| Försvarare  |                   |                   |                     |
| 2           | Lukáš Došek       | 12 september 1978 | SK Sigma Olomouc    |
| 3           | Adam Petrouš      | 19 september 1977 | SK Sigma Olomouc    |
| 4           | Radoslav Kováč    | 27 november 1979  | SK Sigma Olomouc    |
| 5           | Roman Lengyel     | 3 november 1978   | AC Sparta Prag      |
| 13          | Erich Brabec      | 24 februari 1977  | FK Drnovice         |
| Mittfältare |                   |                   |                     |
| 6           | Roman Týce        | 7 maj 1977        | TSV 1860 München    |
| 7           | Libor Sionko      | 1 februari 1977   | AC Sparta Prag      |
| 8           | Tomáš Ujfaluši    | 24 mars 1978      | SK Sigma Olomouc    |
| 9           | Marek Jankulovski | 9 maj 1977        | S.S.C. Napoli       |
| 12          | Jan Polák         | 14 mars 1981      | 1. FC Brno          |
| 16          | Jan Šimák         | 13 oktober 1978   | Hannover 96         |
| Anfallare   |                   |                   |                     |
| 10          | Tomáš Kučera      | 13 februari 1977  | Marila Příbram      |
| 11          | Milan Baroš       | 28 oktober 1981   | Baník Ostrava       |
| 14          | Libor Došek       | 24 april 1978     | 1. FC Brno          |
| 15          | Martin Vozábal    | 8 november 1978   | SK České Budějovice |
| 17          | Marek Heinz       | 4 augusti 1977    | Hamburger SV        |

Gruppspel
| Lag      | S | V | O | F | GM | IM | MS | P |
| -------- | - | - | - | - | -- | -- | -- | - |
| USA      | 3 | 1 | 2 | 0 | 6  | 4  | +2 | 5 |
| Kamerun  | 3 | 1 | 2 | 0 | 5  | 4  | +1 | 5 |
| Kuwait   | 3 | 1 | 0 | 2 | 6  | 8  | −2 | 3 |
| Tjeckien | 3 | 0 | 2 | 1 | 5  | 6  | −1 | 2 |

## Friidrott
Herrarnas 800 meter
- Roman Oravec
  - Omgång 1 - 01:47.66 (gick inte vidare)

Herrarnas 400 meter häck
- Jiří Mužík
  - Omgång 1 - 50.11 (gick inte vidare)
  - Semifinal - 49.23 (gick inte vidare)

Herrarnas kulstötning
- Miroslav Menc
  - Kval - 19.92
  - Final - 19.39 (10:e plats)

Herrarnas diskuskastning
- Libor Malina
  - Kval - 60.83 (gick inte vidare)

Herrarnas spjutkastning
- Jan Železný
  - Kval - 89.39
  - Final - 90.17 (Guld) - olympiskt rekord

Herrarnas släggkastning
- Vladimír Maška
  - Kval - 76.70
  - Final - 77.32 (8:e plats)
- Pavel Sedláček
  - Kval - 75.33 (gick inte vidare)

Herrarnas stavhopp
- Štěpán Janáček
  - Kval - 5.65 (gick inte vidare)

Herrarnas 20 kilometer gång
- Jiří Malysa
  - Final - 1:24:08 (19:e plats)

Herrarnas 50 kilometer gång
- Miloš Holuša
  - Final - 3:53:48 (16:e plats)

Herrarnas tiokamp
- Roman Šebrle
  - 100 m - 10.92
  - Längd - 7.62
  - Kula - 15.22
  - Höjd - 2.12
  - 400 m - 48.20
  - 100 m häck - 13.87
  - Diskus - 44.39
  - Stav - 4.80
  - Spjut - 64.04
  - 1,500 m - 04:28.79
  - Poäng - 8606.00 (Silver)
- Tomáš Dvořák
  - 100 m - 10.91
  - Längd - 7.50
  - Kula - 15.91
  - Höjd - 1.97
  - 400 m - 49.11
  - 100 m häck - 14.34
  - Diskus - 47.15
  - Stav - 4.40
  - Spjut - 69.94
  - 1,500 m - 04:32.23
  - Poäng - 8385.00 (6:e plats)
- Jiří Ryba
  - 100 m - 11.14
  - Längd - 7.10
  - Kula - 14.21
  - Höjd - 2.00
  - 400 m - 48.97
  - 100 m häck - 14.99
  - Diskus - 42.83
  - Stav - 4.90
  - Spjut - 57.76
  - 1,500 m - 04:18.21
  - Poäng - 8056.00 (14:e plats)

Damernas 400 meter
- Jitka Burianová
  - Omgång 1 - 51.59
  - Omgång 2 - 50.85
  - Semifinal - 51.15 (gick inte vidare)
- Hana Benešová
  - Omgång 1 - 52.85
  - Omgång 2 - 52.70 (gick inte vidare)

Damernas 800 meter
- Helena Fuchsová
  - Omgång 1 - 01:58.97
  - Semifinal - 01:58.82
  - Final - 01:58.56 (5:e plats)
- Ludmila Formanová
  - Omgång 1 - DNF (gick inte vidare)

Damernas 4 x 400 meter stafett
- Hana Benešová, Jitka Burianová, Lenka Ficková, Helena Fuchsová
  - Omgång 1 - 03:24.40
  - Final - 03:29.17 (7:e plats)

Damernas diskuskastning
- Vladimíra Racková
  - Kval - 60.24 (gick inte vidare)

Damernas spjutkastning
- Nikola Tomečková
  - Kval - 59.49
  - Final - 62.10 (8:e plats)

Damernas tresteg
- Šárka Kašpárková
  - Kval - 14.34 (gick inte vidare)
  - Final - NM

Damernas höjdhopp
- Zuzana Hlavoňová
  - Kval - 1.94
  - Final - 1.90 (11:e plats)

Damernas stavhopp
- Daniela Bártová
  - Kval - 4.30
  - Final - 4.50 (4:e plats)
- Pavla Hamáčková
  - Kval - 4.00 (gick inte vidare)

## Kanotsport
Sprint
Herrar
Herrarnas K-1 500 m
- Pavel Hottmar
  - Kvalheat - 01:44,391
  - Semifinal - 01:41,920 (→ gick inte vidare)

Herrarnas K-1 1000 m
- Radek Záruba
  - Kvalheat - 03:40,731
  - Semifinal - 03:44,347 (→ gick inte vidare)

Herrarnas K-2 500 m
- Radek Záruba, Pavel Holubář
  - Kvalheat - 01:33,490
  - Semifinal - 01:33,056 (→ gick inte vidare)

Herrarnas K-2 1000 m
- Jan Andrlík, Jan Souček
  - Kvalheat - 03:20,760
  - Semifinal - DSQ (→ gick inte vidare)

Herrarnas K-4 1000 m
- Pavel Holubář, Pavel Hottmar, Karel Leština och Jiří Polívka
  - Kvalheat - 03:02,053
  - Semifinal - 03:02,851 (→ gick inte vidare)

Herrarnas C-1 500 m
- Martin Doktor
  - Kvalheat - 01:51,174
  - Semifinal - Bye
  - Final - 02:37,467 (→ 8:e plats)

Herrarnas C-1 1000 m
- Martin Doktor
  - Kvalheat - 03:55,216
  - Semifinal - Bye
  - Final - 04:02,335 (→ 8:e plats)

Herrarnas C-2 500 m
- Jan Břečka och Petr Procházka
  - Kvalheat - 01:44,175
  - Semifinal - 01:46,013 (→ gick inte vidare)

Herrarnas C-2 1000 m
- Jan Břečka och Petr Procházka
  - Kvalheat - 03:50,606
  - Semifinal - 03:51,012 (→ gick inte vidare)

Slalom
Herrar
Herrarnas K-1 slalom
- Tomáš Kobes
  - Kval - 255,13
  - Final - 226.99 (7:e plats)
- Jiří Prskavec
  - Kval - 263,01
  - Final - 234.66 (13:e plats)

Herrarnas C-1 slalom
- Tomáš Indruch
  - Kval - 281,75 (gick inte vidare)

Herrarnas C-2 slalom
- Ondřej Štěpánek, Jaroslav Volf
  - Kval - 290,57
  - Final - 253,36 (5:e plats)
- Marek Jiras, Tomáš Máder
  - Kval - 284,07
  - Final - 249,45 (Brons)

Damer
Damernas K-1 slalom
- Štěpánka Hilgertová
  - Kval - 285,07
  - Final - 247,04 (Guld)
- Irena Pavelková
  - Kval - 290,54
  - Final - 256,11 (5:e plats)

## Segling
Finnjolle
- Michael Maier
  - Lopp 1 - 8
  - Lopp 2 - 19
  - Lopp 3 - 12
  - Lopp 4 - (24)
  - Lopp 5 - 17
  - Lopp 6 - (26) DNF
  - Lopp 7 - 17
  - Lopp 8 - 12
  - Lopp 9 - 15
  - Lopp 10 - 17
  - Lopp 11 - 191
  - Final - 136 (19:e plats)

Europajolle
- Lenka Šmídová
  - Lopp 1 - (15)
  - Lopp 2 - (19)
  - Lopp 3 - 15
  - Lopp 4 - 7
  - Lopp 5 - 8
  - Lopp 6 - 3
  - Lopp 7 - 13
  - Lopp 8 - 2
  - Lopp 9 - 15
  - Lopp 10 - 10
  - Lopp 11 - 2
  - Final - 75 (7:e plats)

## Simhopp
Herrarnas 3 m
- Jaroslav Makohin
  - Kval — 311,67 (39:e plats, gick inte vidare)

## Triathlon
Herrarnas triathlon
- Jan Řehula — 1:48:46,64 (brons)
- Martin Krňávek — 1:49:38,01 (13:e plats)
- Filip Ospalý — Fullföljde inte

Damernas triathlon
- Renata Berková — 2:08:08,37 (29:e plats)